# Dự án RepRap
Dự án RepRap là sáng kiến để phát triển máy tạo mẫu nhanh (máy in 3D) có thể tạo ra các bộ phận quan trọng của chính nó. RepRap là viết tắt của replicating rapid prototyper. Bất kỳ ai với bộ linh kiện đầy đủ đều có thể lắp ráp thành công một chiếc máy RepRap. Điều đó cũng có nghĩa là nếu có một chiếc máy RepRap thì có thể tự in cho mình hoặc cho bạn bè một chiếc máy RepRap khác. Trên thực tế, RepRap còn được biết đến như máy in 3D mã nguồn mở, giá rẻ và phổ biến nhất trên thế giới. 

## Lịch sử
RepRap được thành lập vào năm 2005 bởi Tiến sĩ Adrian Bowyer, một giảng viên cơ khí cao cấp tại Đại học Bath thuộc Vương quốc Anh. Ngày 23 tháng 3 năm 2005, Blog RepRap bắt đầu hoạt động. Mùa hè năm 2005, Tài trợ cho sự phát triển ban đầu tại trường Đại học Bath được lấy từ Hội đồng Nghiên cứu Kỹ thuật và Khoa học Vật lý thuộc Vương quốc Anh.
Ngày 13 tháng 9 năm 2006, Những mẫu thử nghiệm thành công RepRap đầu tiên. Ngày 9 tháng 2 năm 2008, RepRap 1.0 có tên là "Darwin" đã tiến hành vận hành thử và thành công. Sau đó vào ngày 29 tháng 5 năm 2008, nhóm nghiên cứu đã cho ra đời một máy RepRap Darwin hoàn chỉnh. Đến ngày 30 tháng 11 năm 2008. Wade Bortz(đại học Hawaii, Mỹ) là người đầu tiên bên ngoài nhóm nghiên cứu tiến hành chế tạo mẫu máy riêng của mình.
Vào ngày 20 tháng 4 năm 2009, Bảng mạch điện tử đầu tiên được sản xuất tự động với một RepRap. Sử dụng một hệ thống điều khiển tự động để tạo ra sản phẩm. Các mẫu thiết kế thế hệ thứ hai, gọi là "Mendel’’ ra đời vào ngày 2 tháng 10 năm 2009, có hình dạng giống như một lăng kính tam giác. Đến ngày 13 Tháng 10 Năm 2009, RepRap phiên bản 2.0 "Mendel" được hoàn thành.
Ngày 27 tháng 1 năm 2010, Viện Foresight công bố giải "Kartik M. Gada Humanitarian Innovation Prize" để khuyến khích các nhà nghiên cứu. Đến ngày 31 tháng 8 năm 2010, Những mẫu thiết kế thế hệ thứ ba, "Huxley", được chính thức đặt tên. Phát triển dựa trên phiên bản Mendel với kích thước nhỏ hơn 30% ban đầu.